# Lophopanopeus bellus
Lophopanopeus bellus är en kräftdjursart som först beskrevs av William Stimpson 1860.  Lophopanopeus bellus ingår i släktet Lophopanopeus och familjen Panopeidae.

## Underarter
Arten delas in i följande underarter:
- L. b. bellus
- L. b. diegensis